# Urázovo
Urázovo (ruso: Ура́зово) es un asentamiento de tipo urbano de Rusia, perteneciente al raión de Valuiki de la óblast de Bélgorod.
En 2021, el asentamiento tenía una población de 6570 habitantes, que supera los ocho mil si se incluyen las cinco pedanías integradas en su territorio administrativo: los pueblos (siola) de Sóbolevka, Známenka, Shvedunovka y Togobíyevka y el jútor de Lobkovka. Desde 2018, el territorio administrativo de este asentamiento no tiene ayuntamiento propio, ya que todo el raión de Valuiki se ha incorporado al término municipal de la capital distrital para formar un único gobierno local, bajo la forma jurídica de ókrug urbano.
Se ubica unos 10 km al suroeste de Valuiki, sobre la carretera 14K-33 que lleva a Tavilzhanka.

## Historia
Fue fundado en la década de 1720 como una slobodá y sus primeros habitantes fueron artesanos ucranianos que Pedro el Grande había ido invitando a asentarse en la zona, en el contexto histórico de la Ucrania Libre. Las tierras del asentamiento fueron adquiridas por la familia noble Golitsin. La Unión Soviética dio al pueblo el estatus de capital de su propio raión en 1928, cuando se creó la óblast de Chernozem Central. En 1962 perdió el estatus de capital distrital y se integró en el raión de Valuiki. Adoptó estatus de asentamiento de tipo urbano en 1968.